# Policijski vikar
Policijski vikar je naslov državnega uslužbenca in duhovnika, ki v imenu Rimskokatoliške cerkve vodi in opravlja duhovno oskrbo v policiji.
Policijski vikar torej vodi policijske kaplane in ostale sodelavce oziroma pastoralne asistente v Službi za duhovno oskrbo. 

## Podlage v Zakoniku cerkvenega prava
Na podlagi Zakonika cerkvenega prava (Codex Iuris Canonici) je bil Policijski vikariat organiziran kot personalna cerkvena ustanova (kan. 518) in deluje kot kategorialna pastorala za policiste katoliške veroizpovedi.

## Organiziranost
V Sloveniji trenutnemu policijskemu vikarju Igorju Jerebu pomagata p. Jona Janez Vene ter Mirko Klobučar, ki sta policijska kaplana. Služba za duhovno oskrbo v policiji ima tako tri člane, ki jih vodi policijski vikar..